# 6mm ARC
El 6 mm ARC (6 × 38 mm), o 6 mm Advanced Rifle Cartridge, es un cartucho de fusil de calibre 6 mm (.243 pulgadas) introducido por Hornady en 2020. Fue diseñado para ofrecer un alto rendimiento balístico en la plataforma AR-15.

## Diseño y especificaciones
El 6 mm ARC se basa en el casquillo del 6,5 mm Grendel, que a su vez deriva del .220 Russian. Se diseñó para optimizar el uso de balas largas y pesadas de 6 mm, que ofrecen un alto coeficiente balístico, lo que se traduce en una menor caída y deriva por viento a largas distancias, en comparación con cartuchos como el .223 Remington o el 5,56 × 45 mm OTAN.
Las cargas comerciales de Hornady utilizan proyectiles de 6,67 gramos (103 granos), 6,80 gramos (105 granos) y 7,00 gramos (108 granos), con coeficientes balísticos (G1) de 0.512, 0.530 y 0.536, respectivamente.

## Rendimiento
El 6 mm ARC ofrece un rendimiento balístico comparable al de cartuchos más grandes como el .243 Winchester o el 6 mm Creedmoor, pero con un retroceso significativamente menor y en una plataforma de rifle más compacta y ligera (AR-15, en lugar de AR-10). Esto lo hace adecuado tanto para tiro deportivo de precisión a larga distancia como para aplicaciones de caza y militares.

## Compatibilidad con AR-15
Para convertir un fusil AR-15 estándar (calibrado para .223 Rem / 5,56 × 45 mm OTAN) al 6 mm ARC, se requiere un nuevo cañón, cerrojo y cargador. El 6 mm ARC utiliza la misma cabeza de cerrojo que el 6,5 mm Grendel, y se pueden usar cargadores compatibles con el 6,5 mm Grendel.